# جوسیمار دوس سانتوس سیلوا
جوسیمار دوس سانتوس سیلوا (به پرتغالی: Josemar Silva dos Santos) مهاجم اهل برزیل است که در شهر ژواو پسوا، پارائیبا و در تاریخ ۱۸ اکتبر ۱۹۸۰ به دنیا آمده‌است.
جوسیمار دوس سانتوس سیلوا در تیم‌های فوتبال Yverdon سابقهٔ حضور دارد.